# Zevenkote
Zevenkote (ook: Zevekote of Zevencote) is een wijk bij Het Zoute in de Belgische kustgemeente Knokke-Heist.
De wijk is gelegen tussen Oosthoek en Het Kalf, op de grens van duinen en polder. Een aantal kleine boerderijtjes (postjes)
werden hier in de 19e eeuw gebouwd. Ook stond hier de molen Siska waar Moeder Siska in 1880 met haar wafelverkoop begon, voordat de daaruit voortvloeiende etablissementen naar Oosthoek verhuisden.
Tegenwoordig is Zevenkote een villawijk met, sinds 1980, een eigen schooltje.